# ワールドサッカーウイニングイレブン5
『ワールドサッカーウイニングイレブン5』は、コナミ（現コナミデジタルエンタテインメント）より2001年3月15日に発売されたPlayStation 2用ソフト。

## 概要
ウイニングイレブンシリーズの1つ。本作よりプラットフォームをPS2に移行したことで、グラフィックや選手の動きが飛躍的に向上した。イメージキャラクターは中村俊輔。欧州のプロサッカー選手会とのライセンス契約により、欧州を中心とした28ヶ国の選手が実名で登場している。初回限定分は中村俊輔選手のサインが刷り込まれた特別パッケージ。
売上本数は50万本。

## ワールドサッカーウイニングイレブン5 ファイナルエヴォリューション
2001年12月13日に発売されたマイナーチェンジ版。PlayStation 2版ウイニングイレブンシリーズが海外で発売されたのは本作が初である。
フォーメーションの強化、マスターリーグの選手パラメータを19段階から99段階に細分化されているほか、バランスも再調整されている。